# Łapizbiry
Łapizbiry (wł. I due superpiedi quasi piatti) – włoska komedia kryminalna z 1977 roku w reżyserii Enzo Barboniego.

## Fabuła
Matt Kirby (Terence Hill) i  Wilbur Walsh (Bud Spencer) dzięki zbiegowi okoliczności i nieudolnemu atakowi na sklep wielobranżowy dostają posady w policji w Miami.

## Obsada
- Laura Gemser jako Susy Lee
- Terence Hill jako Matt Kirby
- Bud Spencer jako Wilbur Walsh
- Emilio Delle Piane jako Pierre
- Giovanni Cianfriglia
- Fortunato Arena
- Duilio Olmi
- Edy Biagetti jako zastępca gubernatora